# Grundträsket (Älvsby socken, Norrbotten)
Grundträsket är en sjö i Älvsbyns kommun i Norrbotten och ingår i Piteälvens huvudavrinningsområde. Sjön är 2,2 meter djup, har en yta på 1,12 kvadratkilometer och är belägen 102,1 meter över havet. Grundträsket ligger i Piteälven Natura 2000-område. Sjön avvattnas av vattendraget Vistån (Kvarnbäcken).

## Delavrinningsområde
Grundträsket ingår i det delavrinningsområde (730233-172128) som SMHI kallar för Utloppet av Grundträsket. Medelhöjden är 117 meter över havet och ytan är 8,51 kvadratkilometer. Räknas de 98 avrinningsområdena uppströms in blir den ackumulerade arean 961,52 kvadratkilometer. Vistån (Kvarnbäcken) som avvattnar avrinningsområdet har biflödesordning 2, vilket innebär att vattnet flödar genom totalt 2 vattendrag innan det når havet efter 79 kilometer. Avrinningsområdet består mestadels av skog (65 procent) och sankmarker (10 procent). Avrinningsområdet har 1,36 kvadratkilometer vattenytor vilket ger det en sjöprocent på 16 procent.